# کامپوزیت‌های پلیمر-فلز یونی

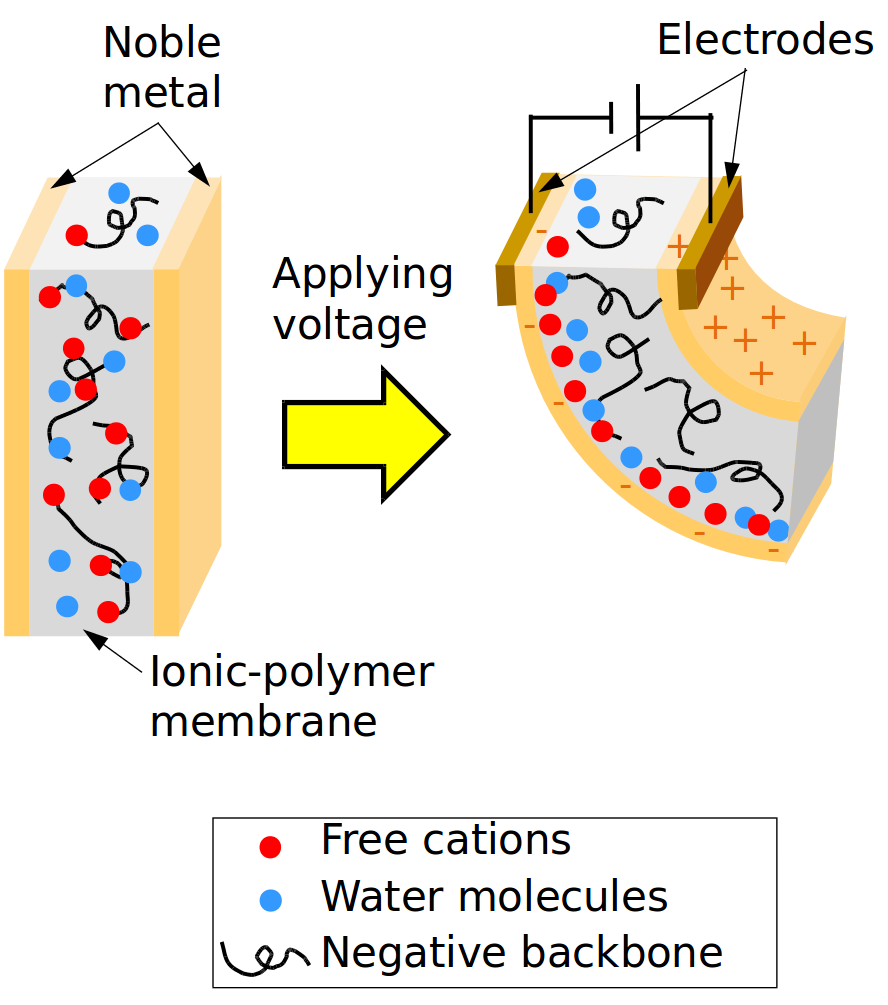
اصول فعالسازی IPMC، تولید انرژی و سنجش. هنگامی که یک ولتاژ (میدان الکتریکی) به الکترودها اعمال می‌شود، کاتیون‌های مزدوج و هیدراته با بار مثبت در شبکه مولکولی غشایی توسط آند دفع می‌شوند و به سمت الکترود منفی یا کاتدی که مولکول‌های آب هیدراته را با خود حمل می‌کند، منتقل می‌شوند. این مهاجرت یک گرادیان فشار اسمزی در سراسر غشاء ایجاد می‌کند که باعث می‌شود نوار IPMC به وضوح خم شود یا تغییر شکل دهد. از طرف دیگر، خم شدن یا تغییر شکل مکانیکی نوارهای IPMC باعث می‌شود کاتیون‌های مزدوج به اطراف حرکت کنند و این باعث ایجاد پتانسیل الکتریکی و ولتاژ خروجی و جریان گذرا (برداشت انرژی، حالت‌های سنجش) بر اساس تئوری‌های میدان پواسون-نرنست-پلانک شود. مولکول‌های آب هیدراته با کاتیون‌ها در حین انتقال به اطراف پیوند می‌خورند. با این حال، اگر تعدادی از مولکول‌های آب غیر هیدراته با اتصال ضعیف باشند که با کاتیون‌های هیدراته به عنوان جرم اضافه شده به سمت آند کشیده شوند، هنگامی که تعادل خمشی یا تغییر شکلی به دست آمد، مولکول‌های آب شل به سمت کاتد برمی‌گردند و ممکن است از کمش کم شده و کمی به حالت اولیه بازگردد.

کامپوزیت‌های پلیمر-فلز یونی (IPMCs) کامپوزیت‌های مصنوعی نانومواد هستند که رفتار ماهیچه‌های مصنوعی را تحت ولتاژ یا میدان الکتریکی اعمال شده نشان می‌دهند.

## توضیح
کامپوزیت پلیمر-فلز یونیها از یک پلیمر یونی مانند نفیون یا فلمیون تشکیل شده‌اند که سطوح آن از نظر شیمیایی آبکاری شده یا از نظر فیزیکی با هادی‌هایی مثل پلاتین یا طلا پوشیده شده‌اند. تحت یک ولتاژ اعمال شده (۱ تا ۵ ولت برای نمونه‌های با اندازه معمولی 10mmx40mmx0.2mm)، انتقال و توزیع مجدد یون به دلیل ولتاژ تحمیلی در نوار کامپوزیت پلیمر-فلز یونی منجر به تغییر شکل خمشی می‌شود. همچنین، کامپوزیت‌های پلیمر-فلز یونی می‌توانند هیدروژل یونی باشند که در محلول الکترولیت غوطه ور شده و به‌طور غیر مستقیم به میدان الکتریکی متصل می‌شوند.
اگر الکترودهای آبکاری شده به شکلی غیر متقارن چیده شوند، ولتاژ تحمیلی می‌تواند شکل‌های مختلفی مانند پیچش، غلتش، پیچش، چرخش، چرخش، چرخش و تغییر شکل خمشی غیر متقارن را ایجاد کند. از طرف دیگر، اگر چنین تغییر شکل‌هایی به صورت فیزیکی روی نوارهای IPMC اعمال شوند، سیگنال ولتاژ خروجی (چند میلی ولت برای نمونه‌های کوچک معمولی) را به عنوان حسگرها و برداشت‌کننده‌های انرژی تولید می‌کنند. IPMCها نوعی پلیمر الکترواکتیو هستند. آنها در محیط‌های سیال (مایع و گاز) بسیار خوب عمل می‌کنند. آنها دارای چگالی نیرویی در حدود ۴۰ در یک پیکربندی کنسول هستند، به این معنی که آنها می‌توانند نیروی نوک تقریباً ۴۰ برابر وزن خود را در حالت کنسول ایجاد کنند. IPMCها در فعال سازی، سنجش و برداشت انرژی دارای پهنای باند بسیار وسیع تا کیلو هرتز و بالاتر هستند.

## مبدع
کامپوزیت‌های پلیمر-فلز یونی اولین بار در سال ۱۹۹۸ توسط شاهین پور، بارکوهن، ژو، سیمپسون و اسمیت معرفی شدند (به منابع زیر مراجعه کنید) اما ایده اصلی محرک‌ها و حسگرهای پلیمری یونی به سال‌های ۱۹۹۲–۱۹۹۳ توسط آدولف، شاهین پور، سگالمن، ویتکوفسکی، اوسادا برمی گردد. Okuzaki, Hori, Doi, Matsumoto, Hirose, Oguro, Takenaka, Asaka و Kawami همان‌طور که در زیر نشان داده شده‌است:
1-Segalman DJ, Witkowski WR, Adolf DB, Shahinpoor M. "Theory and Applications of Electrically Controlled Polymeric Gels", Int. مجله مصالح و سازه‌های هوشمند، ش. ۱، صص ۹۵–۱۰۰، (۱۹۹۲)
۲-شاهین پور م. «طراحی مفهومی، سینماتیک و دینامیک سازه‌های رباتیک شنا با استفاده از ماهیچه‌های ژل پلیمری یونی»، بین‌المللی. مجله مصالح و سازه‌های هوشمند، جلد ۱، صص. ۹۱–۹۴، (۱۹۹۲)
3-Y. Osada, H. Okuzaki and H. Hori, "A Polymer Gel with Electrically Driven Motility", Nature, vol. ۳۵۵، صص. ۲۴۲–۲۴۴، (۱۹۹۲)
4-Oguro K.، Kawami Y. and Takenaka H. "Bending of an Ion-conducting Polymer Film Electrode Composite by an Electric Stimulus at Low Voltage", Trans. J. Micro-Machine Society, vol. 5، صص ۲۷–۳۰، (۱۹۹۲)
5-M. Doi, M. Marsumoto و Y. Hirose، «تغییر شکل ژل‌های یونی توسط میدان‌های الکتریکی»، Macromolecules، جلد. ۲۵، صص. ۵۵۰۴–۵۵۱۱، (۱۹۹۲)
6 - Oguro, K. , K. Asaka, and H. Takenaka, «محرک فیلم پلیمری رانده شده توسط ولتاژ پایین»، در مجموعه مقالات چهارمین سمپوزیوم بین‌المللی میکرو ماشین‌ها و علوم انسانی، ناگویا، ص. ۳۸–۴۰، (۱۹۹۳)
7 -Adolf D. , Shahinpoor M. , Segalman D. , Witkowski W. "Electrically Controlled Polymeric Gel Actuators"، اداره ثبت اختراع ایالات متحده، ثبت اختراع ایالات متحده، شماره ۵٬۲۵۰٬۱۶۷، صادر شده در ۵ اکتبر (۱۹۹۳)
8 - Oguro K.، Kawami Y.and Takenaka H."Actuator Element"، اداره ثبت اختراع ایالات متحده، ثبت اختراع ایالات متحده شماره ۵۲۶۸۰۸۲، صادر شده در ۷ دسامبر (۱۹۹۳)
بعد از این اختراعات، اختراعات مرتبط دیگری نیز وجود داشت:
۹ - شاهین پور، م. «محرک خطی ژل پلیمری یونی فنردار»، اداره ثبت اختراع ایالات متحده، ثبت اختراع ایالات متحده به شماره ۵٬۳۸۹٬۲۲۲، صدور ۱۴ فوریه (۱۹۹۵)
۱۰ - شاهین پور، م. و مجرد، م. «محرک‌های نرم و ماهیچه‌های مصنوعی»، اداره ثبت اختراع ایالات متحده، ثبت اختراع ایالات متحده ۶٬۱۰۹٬۸۵۲، صادر شده در ۲۹ اوت (۲۰۰۰)
۱۱ - شاهین پور، م. و مجرد، م. حسگرها و محرک‌های پلیمر یونی، اداره ثبت اختراعات ایالات متحده، شماره ۶٬۴۷۵٬۶۳۹، صدور ۵ نوامبر (۲۰۰۲)
۱۲-شاهین پور، ام. همچنین لازم است ذکر شود که تاناکا، نیشیو و سان پدیده فروپاشی ژل یونی در میدان الکتریکی را معرفی کردند:
13 -T. Tanaka, I. Nishio and ST Sun, "Collapse of Gells in an Electric Field", Science, vol. ۲۱۸، صص. ۴۶۷–۴۶۹، (۱۹۸۲)
همچنین لازم است ذکر شود که Hamlen, Kent و Shafer انقباض الکتروشیمیایی الیاف پلیمری یونی را معرفی کردند:
14-RP Hamlen, CE Kent و SN Shafer, "Electrolytically Activated Contractile Polymer", Nature, vol. 206، شماره ۴۹۸۹، صص. ۱۱۴۰–۱۱۴۱، (۱۹۶۵)
همچنین باید به داروین جی. کالدول و پل ام. تیلور برای کار اولیه روی ژل‌های تحریک شده شیمیایی به عنوان ماهیچه‌های مصنوعی اعتبار داد:
15 -Darwin G. Caldwell and Paul M. Taylor, "Chemically stimulated pseudo-muscular actuation", International Journal of Engineering Science, Volume 28, Issue 8, pp. ۷۹۷–۸۰۸، (۱۹۹۰)